# متون مقدس بودایی تبتی

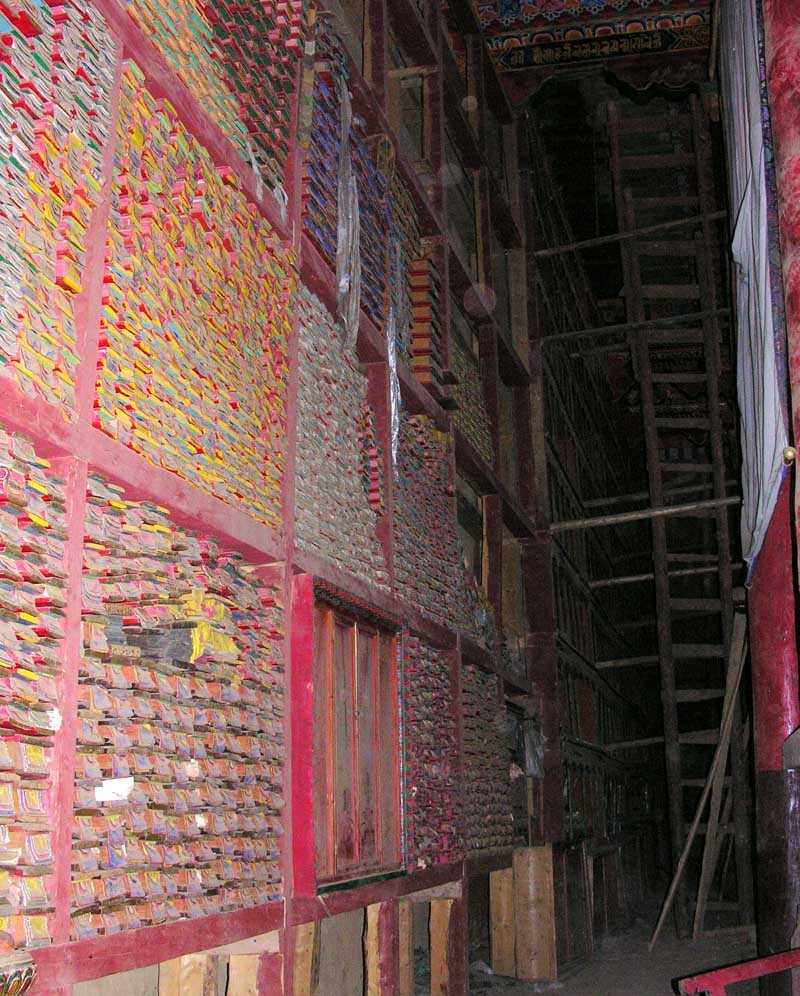
متون مقدس بودایی تبتی

مجموعه کتاب‌های بودایی تبتی (انگلیسی: Tibetan Buddhist canon) فهرستی از متون مقدس یا کتاب‌های آسمانی مورد قبول توسط فرقه‌های مختلف بودیسم تبتی است که به‌طور ضعیف تعریف شده‌اند. علاوه بر متون سوترایانا از منابع بودایی اولیه (بیشتر سرواستیوادا) و مهایانه، متن‌های مقدس تبتی شامل متون وجره‌یانه نیز می‌شود.